# Janovík
Janovík és un poble i municipi d'Eslovàquia. Es troba a la regió de Prešov, al nord del país.

## Història
La primera referència escrita de la vila data del 1330.

## Demografia
| Godina             | 1994 | 2004   | 2014 | 2024    |
| ------------------ | ---- | ------ | ---- | ------- |
| Nombre de persones | 305  | 290    | 290  | 453     |
| Diferència         |      | −4,91% | +0%  | +56,20% |

| Godina             | 2023 | 2024   |
| ------------------ | ---- | ------ |
| Nombre de persones | 437  | 453    |
| Diferència         |      | +3,66% |